# Schoholtensen
Die Ortschaft Schoholtensen gehört zur Gemeinde Auetal im niedersächsischen Landkreis Schaumburg. Sie liegt im Nordosten dieser Gemeinde am Rande der Bückeberge und hat etwa 100 Einwohner.
In Schoholtensen sorgt die Freiwillige Feuerwehr Schoholtensen/Altenhagen für den Brandschutz und die allgemeine Hilfe. Zudem besteht der örtliche Schützenverein von 1926.

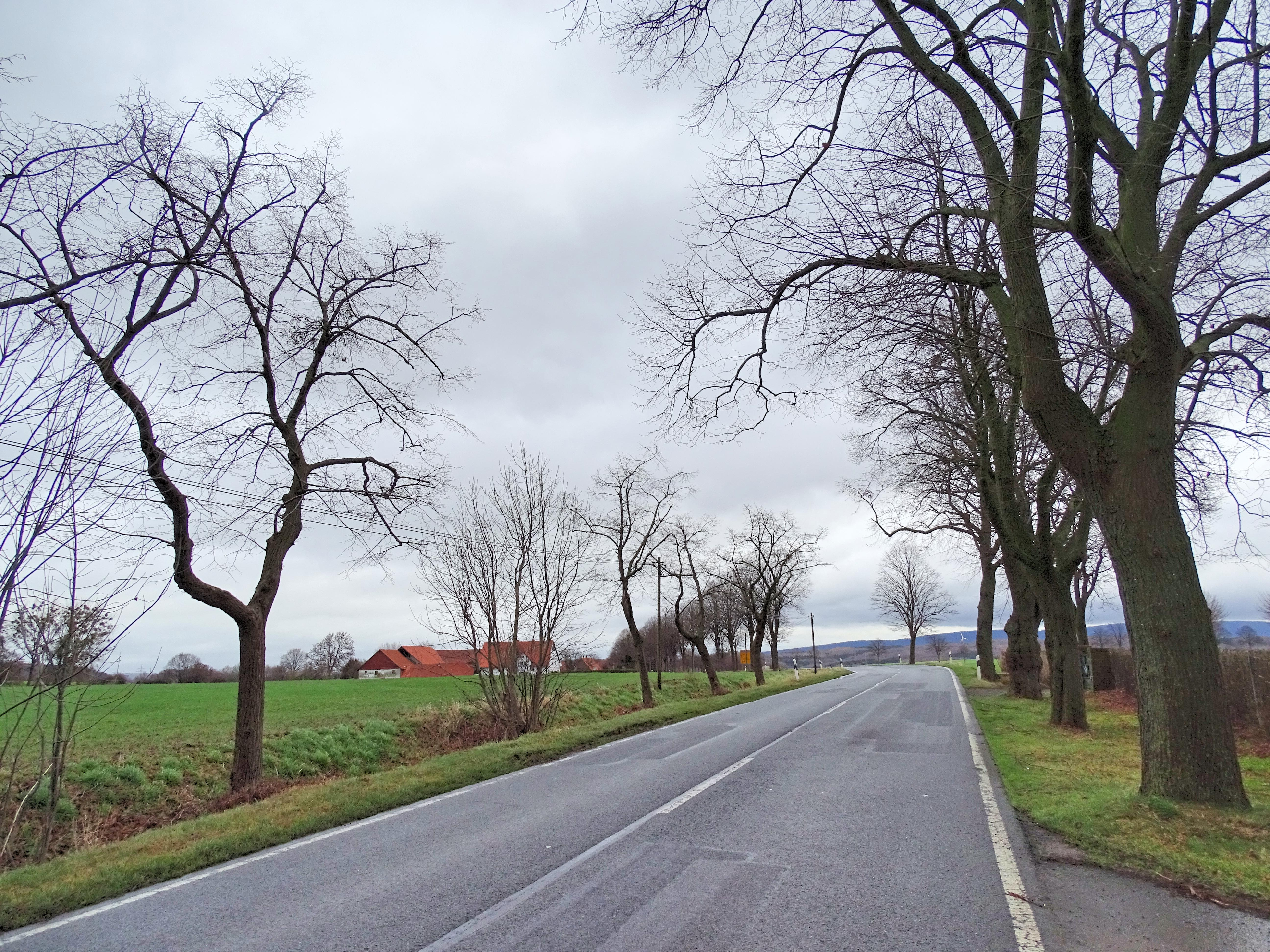
Blick vom Friedhof Altenhagen auf Schoholtensen
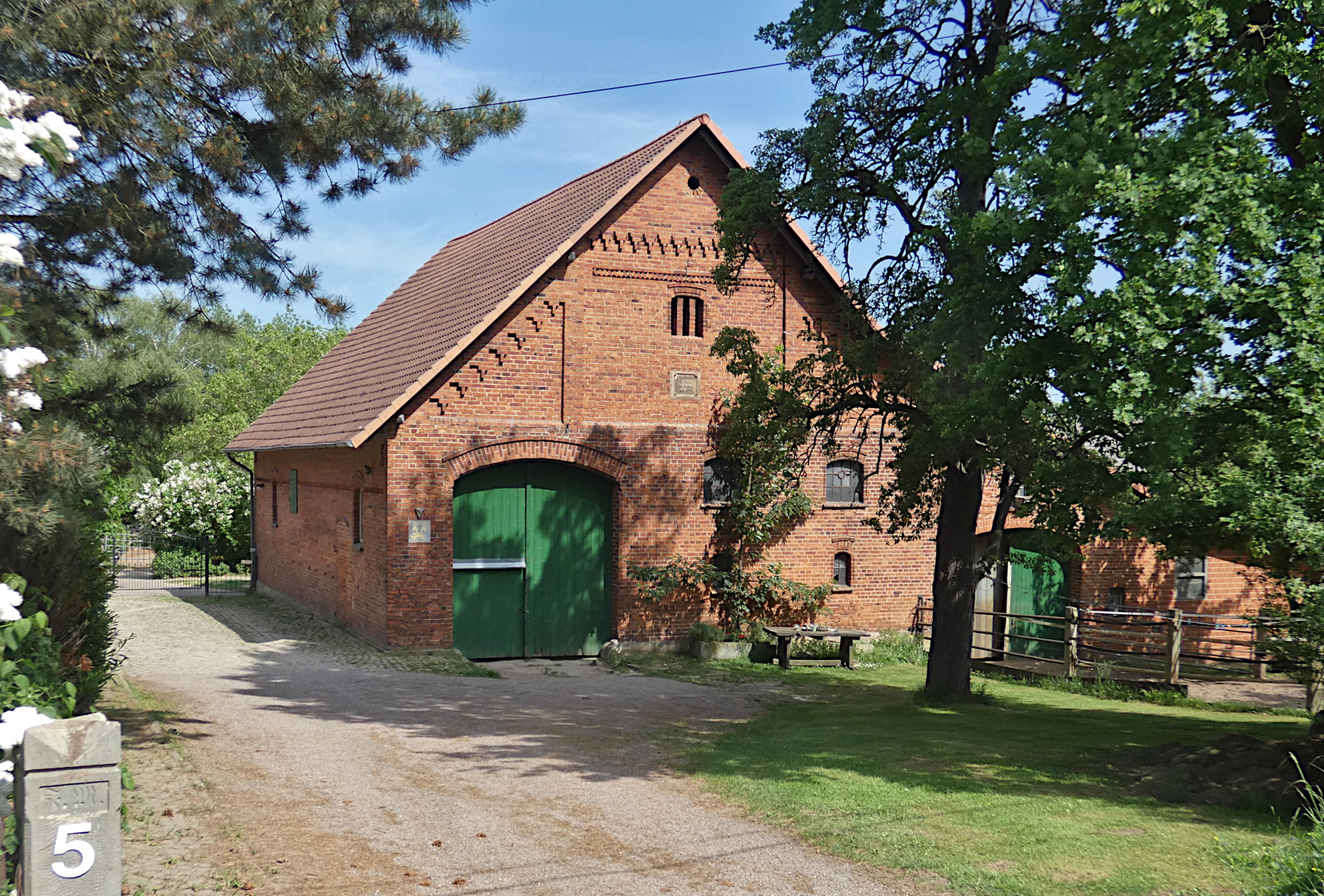
Baudenkmal

## Geschichte
Am 1. März 1974 wurden die vier kleinen Gemeinden (mit damals jeweils etwas mehr als 100 Einwohnern) Altenhagen, Klein Holtensen, Schoholtensen und Wiersen zur neuen Gemeinde Schoholtensen zusammengefügt. Diese hatte jedoch in diesem neuen Zuschnitt nur für eine kurze Zeit Bestand. Bereits am 1. April 1974 wurde sie mit Hattendorf, Rehren und Rolfshagen zur neuen Gemeinde Auetal zusammengeschlossen.